# Synidotea pallida
Synidotea pallida is een pissebed uit de familie Idoteidae. De wetenschappelijke naam van de soort is voor het eerst geldig gepubliceerd in 1897 door James Everard Benedict.